# Uceda
Uceda (pronuncia spagnola: [uˈθeða]), storicamente nota in italiano come Uzeda (pronuncia: [udˈdzɛːda]), è un comune spagnolo di 2 602 abitanti situato nella comunità autonoma di Castiglia-La Mancia.
Il comune comprende, oltre al capoluogo omonimo, le due località di Caraquiz e Peñarrubia.